# Urkundenbuch
Als Urkundenbuch bezeichnet man in der Geschichtswissenschaft eine gedruckte Sammlung mittelalterlicher und frühneuzeitlicher Urkunden aus einem inhaltlichen, geographischen oder sachlichen Zusammenhang. In älteren Veröffentlichungen und im nicht deutschsprachigen Raum ist auch Diplomatarium (daraus auch  Diplomatiker für einen Urkundenforscher) gebräuchlich, ansonsten analoge Begriffsbildungen in der jeweiligen Sprache. Auch Codex diplomaticus ist bei älteren Editionen geläufig.
Das Urkundenbuch unterscheidet sich vom Kopialbuch und vom Register, die nicht gedruckte, sondern handschriftliche Sammlungen von Urkunden aus dem Mittelalter oder der Frühen Neuzeit sind. Das Urkundenbuch unterscheidet sich außerdem vom Regestenwerk darin, dass in ersterem gewöhnlich der vollständige Text der Urkunden abgedruckt wird, während in letzterem nur inhaltliche Zusammenfassungen zu finden sind. Insbesondere in Urkundenbüchern aus dem 19. Jahrhundert findet man jedoch längere Passagen, die nur Regesten der Urkunden bieten. Jüngstes Beispiel ist das „Liechtensteinische Urkundenbuch“, dessen Fortsetzung ausschließlich Regesten enthält.

## Geschichte
Urkunden wurden einzeln von Schreibern und Notaren ausgefertigt und von den betroffenen Personen, Herrschern oder Zeugen gegengezeichnet. Für die Verwaltung war es notwendig die einzelnen Schriftdokumente zusammen aufzubewahren. Dazu dienten zunächst Holzkisten später Archive. Um einzelne Urkunden nicht aufwändig suchen zu müssen oder verlorene bzw. beschädigte zu sichern fertigte man einfache Abschriften in Buchform um einen Überblick über den Bestand zu haben.
In der frühen Neuzeit begann man in der in Historienkunde Sammlungen von Urkunden in Buchform anzulegen. 

## Bekannte Urkundensammler (bzw. Bearbeiter)
→Liste bekannter Diplomatiker
- Aegidius Tschudi
- Jean Mabillon
- Johann Daniel Schöpflin
- Karl Georg Dümge
- Sigmund von Riezler
- Georg Tumbült
- Franz Ludwig von Baumann
- Oswald Gabelkover
- Johann Jakob Rüeger
- Georg von Wyss
- Beat Fidel Zurlauben
- Martin Gerbert
- Joseph Eutych Kopp
- Jean Joseph Hisely
- Johann Caspar Zellweger
- Joseph von Laßberg
- Paul Schweizer
- Herman Wartmann (1835–1929)
- Eduard von Kausler
- Christoph Friedrich von Stälin
- Eugen von Schneider
- Hieronymus Pez
- Bernhard Pez
- Georg Waitz
- Adalbert Fuchs
- Karl Albrecht
- Richard Doebner
- Philippe-André Grandidier

## Urkundenbücher nach Ländern
Deutschland:
- Mecklenburgisches Urkundenbuch: Urkunden zur Geschichte Mecklenburgs bis zum Jahr 1400
- Pommersches Urkundenbuch: Urkunden zur mittelalterlichen Geschichte Pommerns
- Preußisches Urkundenbuch: Urkunden zur Geschichte Ost- und Westpreußens
- Rheinisches Urkundenbuch: Urkunden über das Rheinland
- Westfälisches Urkundenbuch: Urkunden für Westfalen
- Wirtembergisches Urkundenbuch:[2] Urkunden zur Geschichte Württembergs

Österreich:
- Urkundenbuch zur Geschichte der Babenberger in Österreich[3]: beinhaltet alle Urkunden, die die Babenberger betreffen
- Oberösterreichisches Urkundenbuch: Urkunden zur Geschichte Oberösterreichs
- Tiroler Urkundenbuch: alle Urkunden, die den Raum des historischen Tirols betreffen
- Urkundenbuch des Herzogthums Steiermark
- Burgenländisches Urkundenbuch. 5 Bände (1955–1999)
- Monumenta historica ducatus Carinthiae. Geschichtliche Denkmäler des Herzogtumes Kärnten (1896)
- Niederösterreichisches Urkundenbuch. 4 Bände (2008–2023)
- Salzburger Urkundenbuch. 4 Bände (1910–1933)

## Städtische Urkundenbücher
Auch bei Freien Reichsstädten und anderen Städten gibt es entsprechende Urkundenbücher:
- Codex diplomaticus Lubecensis: Urkunden der Stadt Lübeck
- Urkundenbuch der Stadt Chemnitz und ihrer Klöster[4]
- Urkundenbuch der Stadt Braunschweig

## Sonstige Urkundenbücher
Das Hansische Urkundenbuch enthält Urkunden zum Handel an der Ostsee und im niederdeutschen Raum bis 1500.
Klösterliche Urkundenbücher:
- Urkundenbuch der Abtei Sanct Gallen: Urkunden aus dem Stiftsarchiv St. Gallen über die Nord- und Ostschweiz, das Elsass, Baden-Württemberg, Bayern und Vorarlberg